# 파보리텐
파보리텐(독일어: Favoriten)은 오스트리아 빈의 제 10구역이다.